# Teleta talaris
Teleta talaris är en fjärilsart som beskrevs av John Hartley Durrant 1915. Teleta talaris ingår i släktet Teleta och familjen vecklare. Inga underarter finns listade i Catalogue of Life.